# Bronze de molibdênio

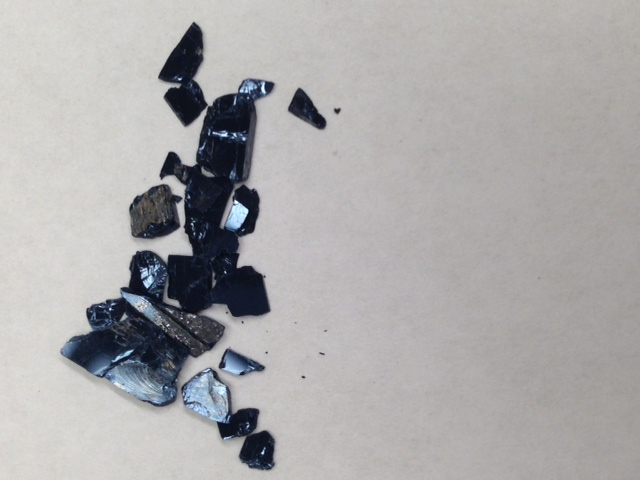
Cristais de K_{0.28}MoO_{3}, também conhecida como "bronze azul de potássio-molibdênio"

Bronze de molibdênio, em química, é um nome genérico para certos óxidos mistos de molibdênio de fórmula A

xMo

yO

z onde A deve ser hidrogênio, um cátion de metal alcalino (como Li+, Na+, K+), ou Tl+. Essa espécie de bronze deriva seu caráter metálico às bandas 4d parcialmente ocupadas.  